# Flynas
Flynas (in arabo: طيران ناس), precedentemente nota come Nas Air, è la prima compagnia aerea a basso costo saudita, con sede a Riad.

## Storia
Fino al 2006, Saudia è stata l'unica compagnia aerea presente sul territorio saudita, creando spazio ad una nuova compagnia che possa offrire prezzi competitivi. Per coprire questa fetta di mercato, nel 2007, la National Air Services fonda la Nas Air, a Riad. Il primo volo commerciale ebbe luogo il 25 febbraio dello stesso anno.
La compagnia è una delle filiali del National Air Services Holding Company ed è nata come Nas Air, rinominata in Flynas nel 2013.
Il 23 settembre 2018 Flynas ha celebrato la festa nazionale dell'Arabia Saudita offrendo tutti i voli nazionali della giornata gratuitamente.

## Flotta

### Flotta attuale

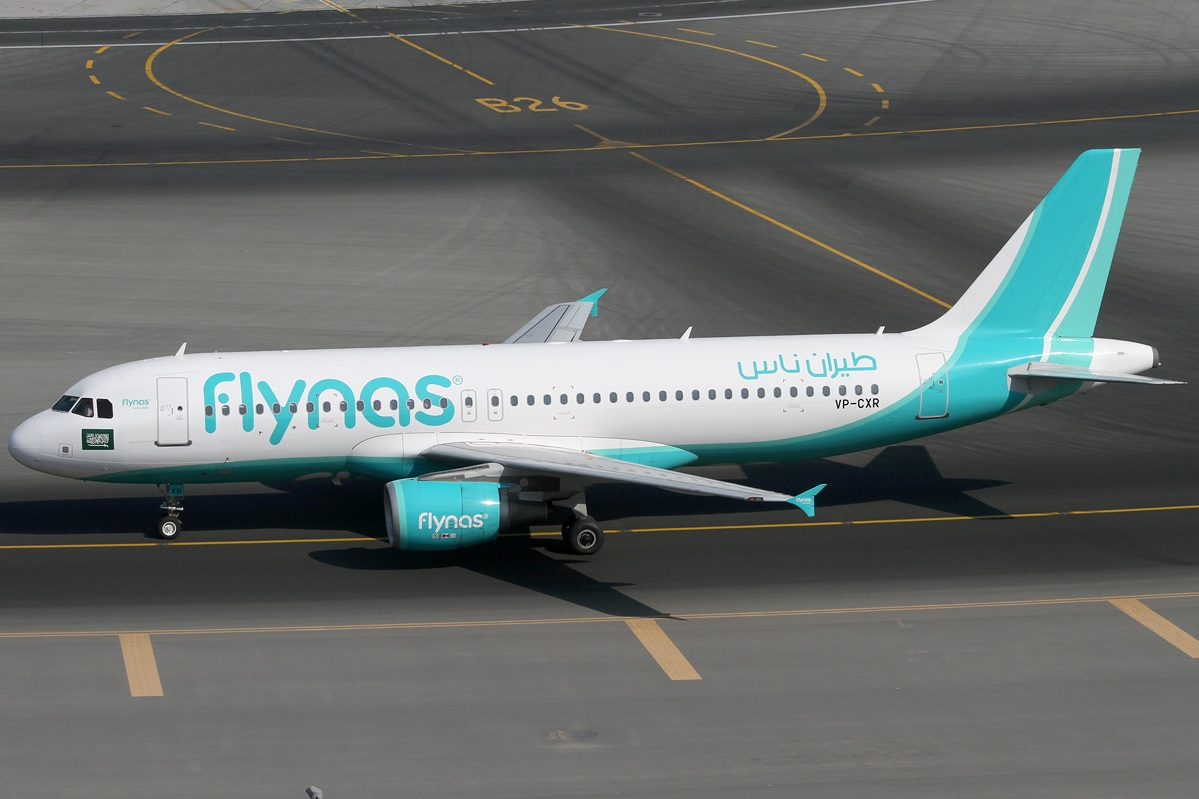
Un Airbus A320-200.

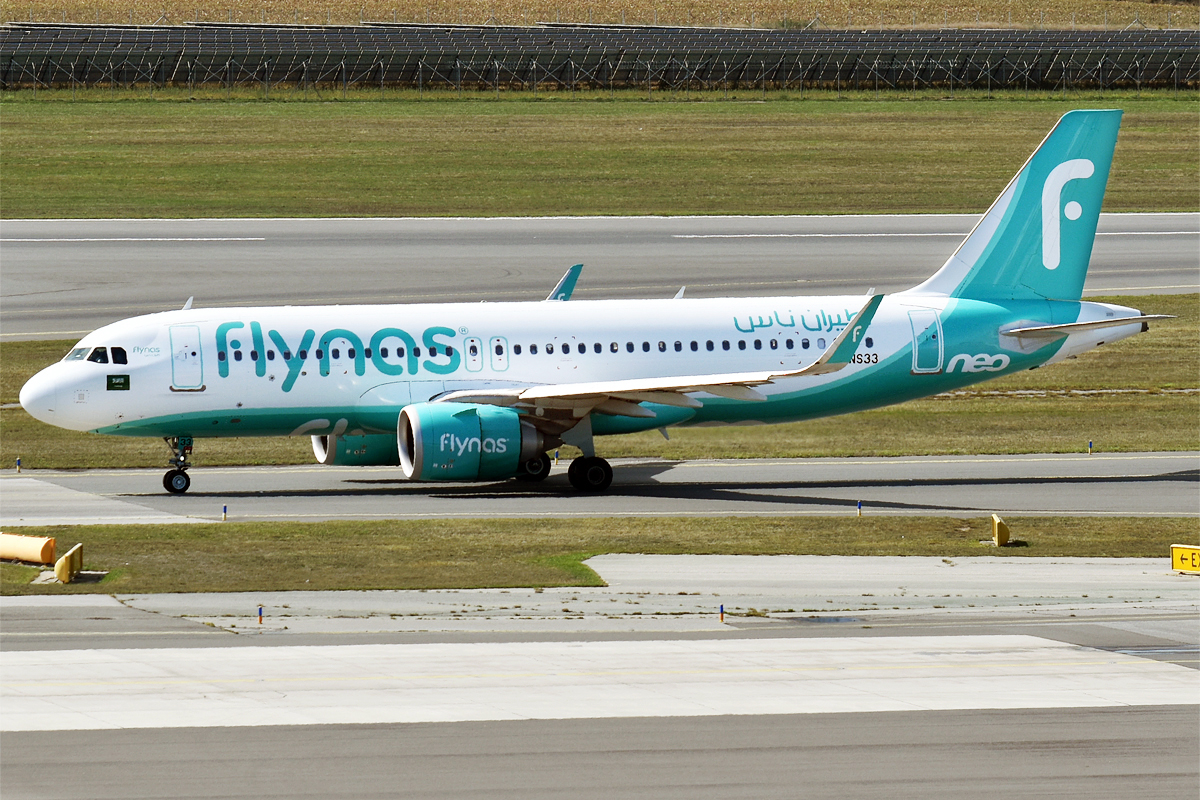
Un Airbus A320neo.

A settembre 2024 la flotta di Flynas risulta composta dai seguenti aerei:

### Flotta storica

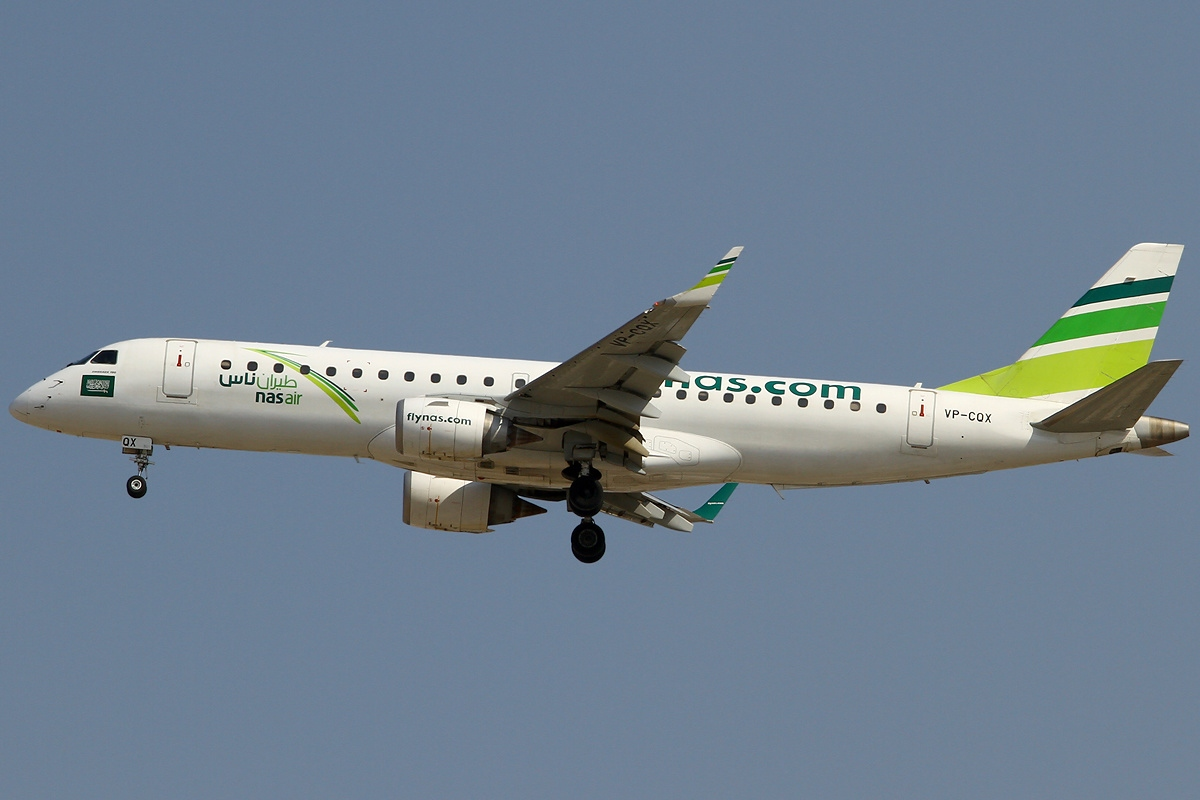
Un Embraer E-190LR in livrea Nas Air.

Nel corso degli anni, flynas ha operato con i seguenti aeromobili: